# Butor (oiseau)
Pour les articles homonymes, voir Butor.
Taxons concernés
Plusieurs espèces de la famille des Ardeidae :
- Les espèces du genre Botaurus
- L'espèce Ixobrychus minutusmodifier

Le terme Butor désigne des oiseaux échassiers de la famille des Ardeidae qui, en principe se distinguent par leurs cris qui rappellent le mugissement des bovins. Ce terme dériverait du latin vulgaire *buti-taurus, Pline l'Ancien signale qu'à Arles on appelait le butor taurus.

## Noms en français et noms scientifiques correspondants
- Butor d'Amérique — Botaurus lentiginosus (Rackett 1813)
- Butor d'Australie — Botaurus poiciloptilus (Wagler 1827)
- Butor étoilé — Botaurus stellaris (Linnaeus 1758)
- Butor mirasol — Botaurus pinnatus (Wagler 1829)
- Blongios nain ou Butor blongios — Ixobrychus minutus (Linnaeus 1766)